# Gnathonarium
Gnathonarium Karsch, 1881 è un genere di ragni appartenente alla famiglia Linyphiidae.

## Distribuzione
Le 6 specie oggi attribuite a questo genere sono state reperite nella regione olartica: la specie dall'areale più vasto è la G. dentatum, rinvenuta in varie località della regione paleartica.
In Italia la specie G. dentatum è stata reperita in alcune località della parte peninsulare.

## Tassonomia
A dicembre 2011, si compone di sei specie e una sottospecie secondo Platnick e di sette specie e 1 sottospecie secondo Tanasevitch:
- Gnathonarium biconcavum Tu & Li, 2004 — Cina
- Gnathonarium dentatum (Wider, 1834)[4] — Regione paleartica
  - Gnathonarium dentatum orientale (O. P.-Cambridge, 1872) — Israele
- Gnathonarium exsiccatum (Bösenberg &Strand, 1906) — Giappone
- Gnathonarium gibberum Oi, 1960 — Russia, Cina, Corea, Giappone
- Gnathonarium suppositum (Kulczyński, 1885) — Russia, Alaska, Canada
- Gnathonarium taczanowskii (O. P.-Cambridge, 1873) — Russia, Mongolia, Cina, Alaska

### Sinonimi
- Gnathonarium cambridgei Schenkel, 1963; quest'esemplare è stato posto in sinonimia con G. taczanowskii (O. P.-Cambridge, 1873) a seguito di un lavoro di Tanasevitch del 2006[1].
- Gnathonarium cornigerum Zhu & Wen, 1980; esemplari posti in sinonimia con Gnathonarium taczanowskii (O. P.-Cambridge, 1873) a seguito di uno studio degli aracnologi Tu & Li del 2004, dopo essere già stati descritti anche come Gnathonarium cambridgei.
- Gnathonarium famelicum (Keyserling, 1886); quest'esemplare viene considerato sinonimo di G. suppositum (Kulczyński, 1885) a seguito di un lavoro di Eskov del 1988[1]. L'aracnologo Tanasevitch non accetta la sinonimia e la considera come specie a sé stante[3].
- Gnathonarium flavidum Gao & Zhu, 1993; esemplari posti in sinonimia con Gnathonarium taczanowskii (O. P.-Cambridge, 1873) a seguito di uno studio degli aracnologi Tu & Li del 2004, dopo essere già stati descritti anche come Gnathonarium cambridgei[1].
- Gnathonarium phragmigerum Gao & Zhu, 1988; esemplari posti in sinonimia con Gnathonarium taczanowskii (O. P.-Cambridge, 1873) a seguito di uno studio degli aracnologi Tu & Li del 2004, dopo essere già stati descritti anche come Gnathonarium cambridgei.
- Gnathonarium sibirianum (Keyserling, 1886); esemplare, trasferito dal genere Erigone accompagnato da un "nicht zu deuten!" = "non per suggerire" dall'aracnologo Roewer e posto in sinonimia con "Gnathonarium suppositum" (Kulczynski, 1885) a seguito di un lavoro degli aracnologi Eskov & Marusik del 1994.